# KZ Eintrachthütte

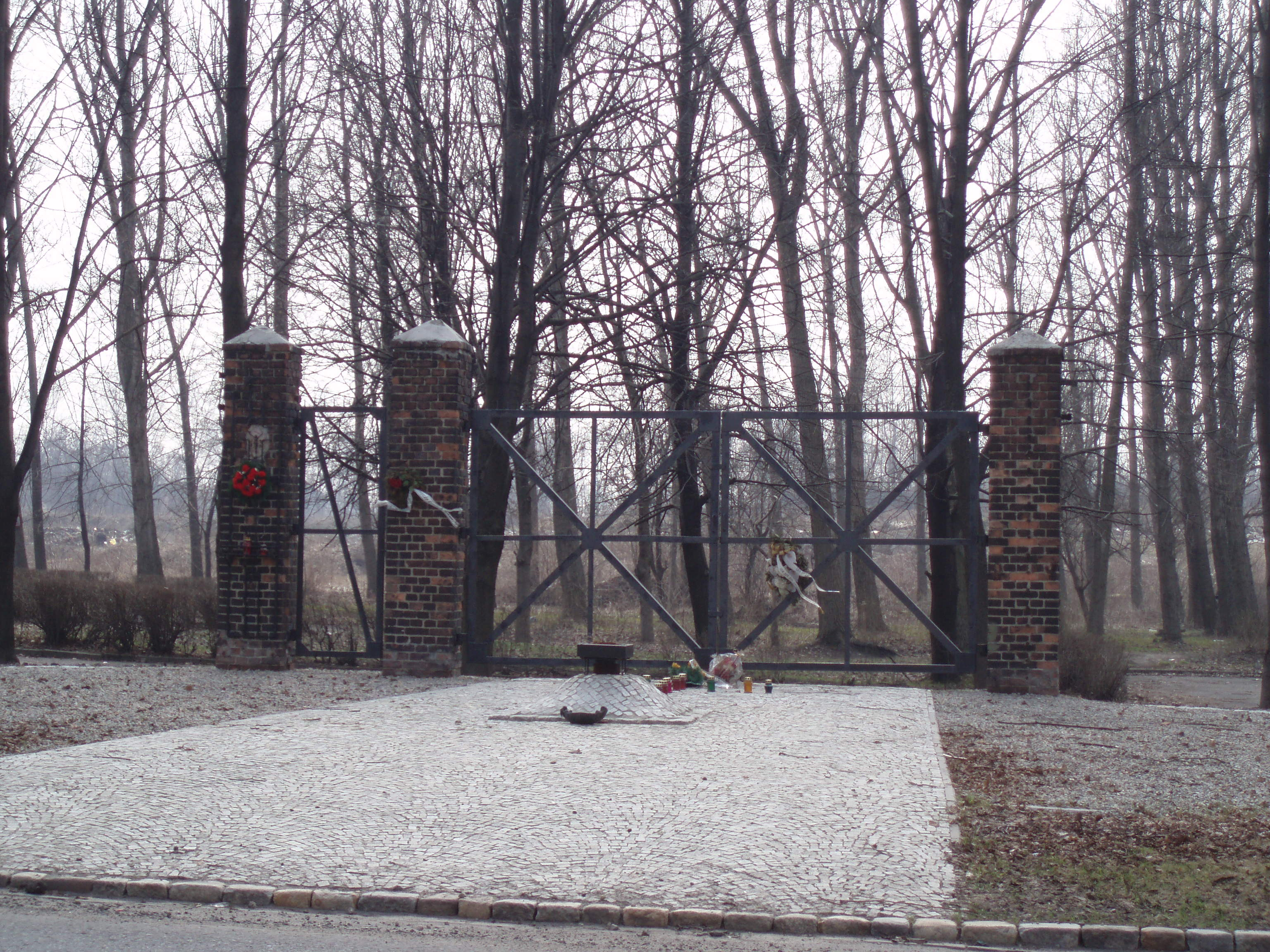
Haupteingang und Denkmal für das ehemalige KZ Eintrachthütte, das spätere Arbeitslager Zgoda

Das KZ Eintrachthütte war in der Zeit vom 26. Mai 1943 bis 23. Januar 1945 ein Außenlager des KZ Auschwitz, gelegen im Ortsteil Eintrachthütte der oberschlesischen Stadt Schwientochlowitz. Anschließend war das Lager als Lager Zgoda ein polnisches Arbeitslager für deutsche Zivilisten und antikommunistische Polen.

## Geschichte
1942 war die „Eintrachthütte“ von der halbstaatlichen Holding „Berghütte“ mit Sitz in Teschen (Cieszyn) übernommen worden; verwaltet wurde sie von deren Tochterfirma „Oberschlesische Maschinen und Waggonfabrik AG (OSMAG)“. Dort arbeiteten zunächst 180 jüdische Zwangsarbeiter, 300 sowjetische Kriegsgefangene, und ab 1943 auch 400 französische Zwangsarbeiter. Im Juni 1943 wurde das „Rüstungslager Eintrachthütte“ von Häftlingen aus Auschwitz ausgebaut; ein Jahr später lebten dort 1.400 meist jüdische KZ-Häftlinge, die aus Drancy, Saloniki, Westerbork, Minsk, Riga, aus polnischen Ghettos und Ungarn herangeschafft worden waren.
Der Großteil der Häftlinge wurde in der Rüstungsproduktion bei der Herstellung von Flugabwehrkanonen eingesetzt. Es wurde im Schichtbetrieb von zwölf Stunden gearbeitet. Kleinere Häftlingsgruppen wurden an Fremdfirmen wie Holzmann-Posen, Grün und Bilfinger, Königshütter Metallwerke und Friedenshütte ausgeliehen.
Das Lager wurde während der Zeit des Nationalsozialismus geleitet vom SS-Hauptscharführer Josef Remmele (26. Mai 1943 bis Juli 1944) und dem SS-Hauptscharführer Wilhelm Gehring (18. Juli 1944 bis 23. Januar 1945). Beide behandelten die Lagerinsassen brutal, schlugen und traten, hetzten die Hunde auf Häftlinge und beteiligten sich an der Ausführung von Körperstrafen und Hinrichtungen. Steh-Arrest in nasser Zelle und mehrstündiges Stehen zwischen den elektrischen Zäunen waren besonders gefürchtet.
Bis auf das Administrations-Gebäude bestand das Lager aus zweiräumigen Holzbaracken, in denen 60 bis 80 Gefangene pro Raum untergebracht wurden. Kranke und Arbeitsunfähige wurden zurück in das KZ Auschwitz-Birkenau geschickt, trotzdem starben im Lager selbst 10 bis 15 Insassen pro Woche.
Die „Evakuierung“ des Lagers erfolgte im Dezember 1944 und im Januar 1945 mit überfüllten Zügen ins KZ Mauthausen. Hinter diesem Tarnwort standen aus Sicht der NS-Täter zwei Vorgänge: Abtransport oder Massenmord der Häftlinge, bevor alliierte Truppen das Lagergebiet erreichen.
Nach 1945 wurde das Lager unter polnischer Verwaltung als Lager Zgoda weitergeführt.

## Gedenken
Es gab eine Initiative, die noch sichtbaren Reste des Lagers zu einer Gedenkstätte zu machen.